# 卡雷利
卡雷利（Kareli），是印度中央邦Narsimhapur县的一个城镇。总人口25035（2001年）。

## 人口
该地2001年总人口25035人，其中男性13170人，女性11865人；0—6岁人口3354人，其中男1796人，女1558人；识字率72.28%，其中男性为78.27%，女性为65.63%。